# Coupe d'Algérie de basket-ball
 (janvier 2024).
Si vous disposez d'ouvrages ou d'articles de référence ou si vous connaissez des sites web de qualité traitant du thème abordé ici, merci de compléter l'article en donnant les références utiles à sa vérifiabilité et en les liant à la section « Notes et références ».
La Coupe d'Algérie masculine de basket-ball voit le jour en 1969. Elle est ouverte à tous les clubs affiliés à la fédération algérienne de basket-ball.
- super coupe d'Algérie hommes : 26 octobre 1997 : widad athlétic boufarik bat solb riyadhi annaba (96-66) .

## coupe d'Algérie 1998-1999
- ouvrez les autres saisons qui manquent
- source : le matin N° 2206 du samedi 5 juin 1999 page 14 .
- coupe d'Algérie 1998-1999  DRBStaouéli - WABoufarik (71-58) , mi-temps (35-24) .
- Jeudi 3 juin 1999 , salle harcha hacène , Alger .affluence , nombreuse , bonne organisation , arbitrage de mm: boufnik et ghozali , sortie pour 5 fautes , kessi et k mehnaoui (wab) .
- compositions des équipes : * DRBStaouéli : K  Zaimeddine , Zouaoui , Sekkal (11) , Rezig (6) , Brahimi (2) , El-Hamdani , Berkani  (13) , Balla (2) Hamaine , Benremdane (13) , Saidi (10) , A Zaimeddine (14) . * Entraineur : Ahmed Loubacheria . .......** WABoufarik : Sahraoui (14) , Djellali , Michouma , Kessi , Yahia (2) , Aliane (2) , Aissaoui  , Smail (8) , Reggab (3) , Chenief (3) , Benomari (9) , K Mehnaoui (17)  . K arim Rezig .

## Coupe d'Algérie Hommes
| Édition | Saison             | Date | Vainqueur | Score | Finaliste | Lieu |
| ------- | ------------------ | --- | --- | --- | --- | --- |
| 1       | 1968-1969          | 11 mai 1969 | ASM Oran | 53 - 49 | AS Chemin de Fer Alger | Stade Ferhani, Bab El Oued                                                                                            |
| 2       | 1969-1970          | 3 mai 1970 | Darak Watani | 69 - 59 | RAMA d'El Mouradia | Stade Ferhani, Bab El Oued                                                                                            |
| 3       | 1970-1971          | 9 mai 1971 | ASPTT Oran | 84 - 72 | CSS Oran | Stade Ferhani, Bab El Oued                                                                                            |
| 4       | 1971-1972          | 7 mai 1972 | Darak Watani | 82 - 73 | NAR Alger | Stade Ferhani, Bab El Oued                                                                                            |
| 5       | 1972-1973          | 27 mai 1973 | Darak Watani | 65 - 52 | CR Staouéli (DRB Staouéli) | Stade Ferhani, Bab El Oued                                                                                            |
| 6       | 1973-1974          | 21 avril 1974 | DNC Alger | 86 - 62 | Darak Watani | Stade Ferhani, Bab El Oued                                                                                            |
| 7       | 1974-1975          | 20 avril 1975 | AS Chemin de Fer Alger | 112 - 108 ap | DNC Alger | Stade Ferhani, Bab El Oued                                                                                            |
| 8       | 1975-1976          | 16 mai 1976 | Darak Watani | 85 - 78 | DNC Alger | Salle Harcha Hassan, Alger                                                                                            |
| 9       | 1976-1977          | 3 juin 1977 | NA Hussein Dey | 100 - 98 ap | Darak Watani | Salle Harcha Hassan, Alger                                                                                            |
| 9       | 1977-1978          | | | | | |
| 10      | 1978-1979          | 11 mai 1979 | Darak Watani | 53 - 48 | DNC Alger | Salle Harcha Hassan, Alger                                                                                            |
| 11      | 1979-1980          | 19 juin 1980 | Darak Watani | 88 - 78 | DNC Alger | Salle Harcha Hassan, Alger                                                                                            |
| 12      | 1980-1981          | 19 juin 1981 | Darak Watani | 77 - 61 | NIAD Alger | Salle Harcha Hassan, Alger                                                                                            |
| 13      | 1981-1982          | ? juillet 1982 | NA Hussein Dey | 89 - 82 | MC Alger | Salle Harcha Hassan, Alger                                                                                            |
| 14      | 1982-1983          | 13 mai 1983 | MC Alger | 90 - 81 | NA Hussein Dey | Salle Harcha Hassan, Alger                                                                                            |
| 15      | 1983-1984          | 14 juin 1984 | NA Hussein Dey | 80 - 74 | IRB / ECTA Alger | Stade Ahmed Ghermoul, Alger                                                                                           |
| 16      | 1984-1985          | 18 juin 1985 | MC Alger | 89 - 86 | Darak Watani | Salle Harcha Hassan, Alger                                                                                            |
| 17      | 1985-1986          | 9 mai 1986 | MC Alger | 74 - 63 | IRB / ECTA Alger | Salle Harcha Hassan, Alger                                                                                            |
| 18      | 1986-1987          | 25 juin 1987 | WA Boufarik | 65 - 64 | NIAD Alger | Salle Harcha Hassan, Alger                                                                                            |
| 19      | 1987-1988          | 30 juin 1988 | IRB Alger | 85 - 72 | MC Alger | Salle Harcha Hassan, Alger                                                                                            |
| 20      | 1988-1989          | 15 juin 1989 | MC Alger | 77 - 66 | USM Alger | Salle Harcha Hassan, Alger                                                                                            |
| 21      | 1989-1990          | 5 juillet 1990 | MC Oran | 88 - 84 | IRB / ECTA Alger | Salle Harcha Hassan, Alger                                                                                            |
| 22      | 1990-1991          | 19 janvier 1992 | NA Hussein Dey | 63 - 61 | MC Oran | Salle Harcha Hassan, Alger                                                                                            |
| 23      | 1991-1992          | 21 juillet 1992 | WA Boufarik | 79 - 75 a p | IRB / ECTA Alger | Salle Harcha Hassan, Alger                                                                                            |
| 24      | 1992-1993          | 24 juin 1993 | MC Alger | 70 - 68 | DRB Staouéli | Salle Harcha Hassan, Alger                                                                                            |
| 25      | 1993-1994          | 15 juillet 1994 | WA Boufarik | 102 - 96 | IRB / ECTA Alger | Salle Harcha Hassan, Alger                                                                                            |
| 26      | 1994-1995          | 8 juin 1995 | SR Annaba | 88 - 86 | MC Alger | Salle Harcha Hassan, Alger                                                                                            |
|         | feuille de match : | Finale : jeudi 8 juin 1995 a harcha , public nombreux , arbitrage de mm: mohamed boufenik et abderrahmane djedidi . | score a la mi-temps (50-40) en faveur du sra , sortie pour 5 fautes , mcalger : néant ; srannaba : boughalem 35 , chouiha 31 , chiah 40 . | - compositions des équipes : mcalger : seydou sow , (7pts) , hachemi dalioui (6) , driss zine (2) , hakim meddour (10) , reda zerdani (32pts) , belkacem djeridi (8) , bilal faid (6) , nedjm ouali (15) , samir annane (6) , lyacine bellal (, kheireddine bellal * entraineurs : ali boulouh - ferdjallah charouf . | - srannaba (solb riyadhi annaba) : boughalem morcen (7) , samir doudou (, azeri noureddine , chiah abderrahmane (10 pts) , hamel noureddine , chiheb abdelkrim (7) , chouiha youcef (14) , doghmane farid (19) , boukhalfa mourad (13) , ghennai mohamed faouzi (15) , yahiaoui mohamed ,arari mohamed cherif . | entraineur : boukechabia abdelkamel - lallali riad . ** source : le Quotidien d'Oran du samedi 10 juin 1995 page 22 . |
| 27      | 1995-1996          | 4 juillet 1996 | WA Boufarik | 71 - 69 | USM Alger | Salle Harcha Hassan, Alger                                                                                            |
| 28      | 1996-1997          | 26 juin 1997 | SR Annaba | 75 - 74 a p | CRB Dar Beida | Salle Harcha Hassan, Alger                                                                                            |
| 29      | 1997-1998          | 25 juin 1998 | WA Boufarik | 82 - 62 | MC Alger | Salle Harcha Hassan, Alger                                                                                            |
| 30      | 1998-1999          | 3 juin 1999 | DRB Staoueli | 71 - 58 | WA Boufarik | Salle Harcha Hassan, Alger                                                                                            |
| 31      | 1999-2000          | 2000 | DRB Staouéli | 82 - 81 | OC Alger | |
| 32      | 2000-2001          | 21 juin 2001 | WA Boufarik | 72 - 69 | MC Alger | Salle Abdelkader Kessai de Rouiba                                                                                     |
| 33      | 2001-2002          | 2002 | WA Boufarik | 96 - 66 | OC Alger | Salle Harcha Hassan, Alger                                                                                            |
| 34      | 2002-2003          | 2003 | MC Alger | 80 - 62 | SR Annaba | Salle Harcha Hassan, Alger                                                                                            |
| 35      | 2003-2004          | 2004 | MC Alger | 89 - 64 | WA Rouiba | Salle Harcha Hassan, Alger                                                                                            |
| 36      | 2004-2005          | 2005 | MC Alger | 76 - 49 | WA Boufarik | Salle Harcha Hassan, Alger                                                                                            |
| 37      | 2005-2006          | 2006 | MC Alger | 108 - 68 | CRB Dar Beida | Salle Harcha Hassan, Alger                                                                                            |
| 38      | 2006-2007          | 1er mai 2007 | DRB Staouéli | 66 - 64 | WA Boufarik | Salle Harcha Hassan, Alger                                                                                            |
| 39      | 2007-2008          | 2008 | MC Alger | 89 - 68 | NB Staouéli | Salle Harcha Hassan, Alger                                                                                            |
| 40      | 2008-2009          | 25 juin 2009 | GS Pétroliers | 95 - 75 | AS PTT Alger | Salle omnisports de Staouéli, Staoueli                                                                                |
| 41      | 2009-2010          | juin 2010 | ASM Blida | 68 - 65 | AS PTT Alger | Salle Harcha Hassan, Alger                                                                                            |
| 42      | 2010-2011          | 8 juillet 2011 | GS Pétroliers | 89 - 46 | CRB Dar Beida | Salle Harcha Hassan, Alger                                                                                            |
| 43      | 2011-2012          | 6 juillet 2012 | GS Pétroliers | 89 - 67 | CRB Dar Beida | Salle Harcha Hassan, Alger                                                                                            |
| 44      | 2012-2013          | 13 mai 2013 | GS Pétroliers | 73 - 49 | CSM Constantine | Salle Harcha Hassan, Alger                                                                                            |
| 45      | 2013-2014          | 7 juin 2014 | GS Pétroliers | 70 - 59 | CS Constantine | Salle Harcha Hassan, Alger                                                                                            |
| 46      | 2014-2015          | 14 juin 2015 | GS Pétroliers | 76 - 66 | CRB Dar Beida | Salle Harcha Hassan, Alger                                                                                            |
| 47      | 2015-2016          | 3 juin 2016 | GS Pétroliers | 67 - 63 | USM Sétif | Salle Harcha Hassan, Alger                                                                                            |
| 48      | 2016-2017          | 6 juillet 2017 | GS Pétroliers | 62 - 52 | US Sétif | Salle Tahar Belakhdar de Chéraga, Alger                                                                               |
| 49      | 2017-2018          | 8 juin 2018 | GS Pétroliers | 75 - 56 | US Sétif | Salle Harcha Hassan, Alger                                                                                            |
| 50      | 2018-2019          | 13 juin 2019 | GS Pétroliers | 90 - 59 | USM Blida | Salle omnisports de Staouéli, Staoueli                                                                                |
| -       | 2019-2020          | Non disputée en raison de la pandémie du Covid-19                                                                   | Non disputée en raison de la pandémie du Covid-19                                                                                         | Non disputée en raison de la pandémie du Covid-19 | Non disputée en raison de la pandémie du Covid-19 | Non disputée en raison de la pandémie du Covid-19                                                                     |
| -       | 2020-2021          | Non disputée en raison de la pandémie du Covid-19                                                                   | Non disputée en raison de la pandémie du Covid-19                                                                                         | Non disputée en raison de la pandémie du Covid-19 | Non disputée en raison de la pandémie du Covid-19 | Non disputée en raison de la pandémie du Covid-19                                                                     |
| 51      | 2021-2022          | 9 juin 2022 | WA Boufarik | 74 - 60 | TRA Draria | Salle Harcha Hassen                                                                                                   |
| 52      | 2022-2023          | | | | | |
| 53      | 2023-2024          | | | | | |

## Bilan
| Équipes                | Titres | Saisons |
| ---------------------- | ------ | --- |
| MC Alger               | 20     | 1983, 1985, 1986, 1989, 1993, 2003, 2004, 2005, 2006, 2008, 2009, 2011, 2012, 2013, 2014, 2015, 2016, 2017, 2018, 2019. |
| WA Boufarik            | 8      | 1987, 1992, 1994, 1996, 1998, 2001, 2002, 2022                                                                          |
| Darak El-Watani        | 7      | 1970, 1972, 1973, 1976, 1979, 1980, 1981                                                                                |
| NA Hussein Dey         | 4      | 1977, 1982, 1984, 1991                                                                                                  |
| NB Staouéli (DRBS)     | 4      | 1999, 2000, 2007 |
| OC Alger               | 3      | 1974, 1988,2014 |
| SR Annaba              | 2      | 1995, 1997 |
| ASM Oran               | 1      | 1969 |
| AS PTT Oran            | 1      | 1971 |
| AS Chemin de Fer Alger | 1      | 1975 |
| ASM Blida              | 1      | 2010 |